# Sead Ramović
Sead Ramović (ur. 14 marca 1979 roku w Stuttgarcie, Niemcy) – bośniacki piłkarz, grający na pozycji bramkarza, reprezentant Bośni i Hercegowiny. Posiada również obywatelstwo niemieckie.

## Kariera piłkarska

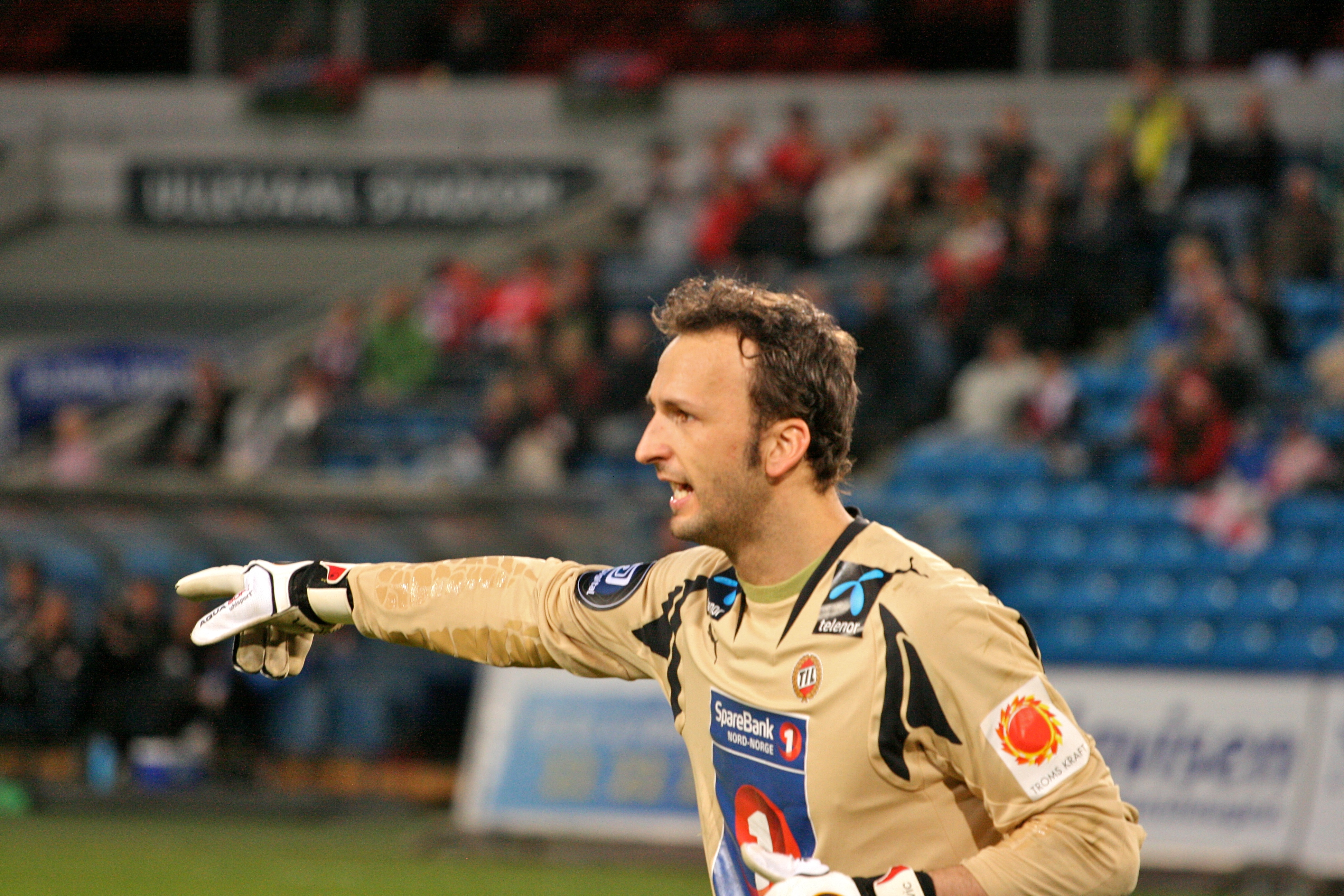
Sead Reamovič jak zawodnik Tromsø IL

### Kariera klubowa
Ramović urodził się w Niemczech. Wychowanek klubów FC Feuerbach i SpVgg Feuerbach. W 1999 rozpoczął karierę piłkarską w miejscowym Stuttgarter Kickers. Potem występował w klubach VfL Wolfsburg, Borussia Mönchengladbach i Kickers Offenbach. Latem 2006 wyjechał do Norwegii, gdzie został piłkarzem Tromsø IL. Latem 2010 przeszedł do tureckiego Sivasspor. Na początku 2011 został wypożyczony do Metałurha Zaporoże. Latem 2011 przeszedł do serbskiego FK Novi Pazar. Zimą 2012 przeniósł się do norweskiego Lillestrøm SK.

## Kariera reprezentacyjna
W reprezentacji Bośni i Hercegowiny rozegrał 1 mecz.

## Sukcesy i odznaczenia

### Sukcesy klubowe
- brązowy medalista Mistrzostw Norwegii: 2008